# 曾元炳
曾元炳（1797年—1833年），福建闽县人。清朝官员。

## 生平
曾元炳之父曾暉春、弟曾元海、曾元燮皆为进士。曾元炳於道光九年（1829年）中式己丑科进士，榜名元卿。歷官安徽桐城、怀宁等縣知縣，擢升同知。